# Бермудски троугао
Бермудски троугао, познат и као Ђавољи троугао, област је у Атлантском океану у којој је нестала неколицина летелица и пловила. Неки људи сматрају да узрок ових нестанака није могла бити проста људска грешка или случај, него дела виших сила, ванземаљаца и сл., што је Бермудски троугао сврстало у честе теме научне и друге фантастике.
Иако постоји значајна количина документације која објашњава бројне од случајева нестанака и доказује да су многи од њих преувеличани или лажно приказани, као и извештаји званичних агенција који показују да се природа и број нестанака у овој области не разликује значајно од других области у океану, ипак неки од нестанака нису разјашњени, што представља сталан извор инспирације за људе који верују у паранормалне појаве.
Чест проблем код особа које не прихватају научна објашњења нестанака у Бермудском троуглу је што очекују јединствен узрок свих нестанака, али по природи ствари сваки случај је имао сопствене узроке.

## Област бермудског троугла
Границе бермудског троугла варирају од аутора до аутора. Најпознатија, она која се појављује у највише текстова, је троугао чија су темена у граду Мајами (Флорида, САД), острво Бермуда и Порторико.

## Популарне теорије
- Атлантида — Постоји хипотеза за чудне нестанке у бермудском троуглу по којем је нестанак летелица, подморница, чамаца и бродова последица узнапредовале технологије Атлантиде.
- НЛО — Неки тврде да бродови и летелице нестају зато што су их отели ванземаљци ради проучавања.
- Рупа у времену — По овој теорији нестанци се дешавају зато што се негде у региону бермудског троугла налази рупа у времену и да су сви нестали у ствари живи, али не живе у нашем већ у будућем или прошлом времену.

## Природни утицаји

### Метан хидрати
Објашњење за неке од нестанака се усредсређује на присуство широких поља метан хидрата на континенталним обалама. Лабораторијски експерименти обављени у Аустралији су доказали да мехурићи заиста могу потопити брод смањењем густине воде; брод који би накнадно испливао на површину би био брзо однесен Голфском струјом. Постоје хипотезе по којима повремене метанске ерупције (познате и као „блатни вулкани”) произвеле водене области у којима брод не би могао остати на површини због смањеног отпора воде. Ако би ова хипотеза била тачна, таква област образована око брода би га брзо прогутала пре него што би посада успела да се снађе.

### Варирање компаса
Невоље са компасом су често спомињане у вези са незгодама у Бермудском троуглу. Постоје тврдње да у овој области постоје необичне магнетне аномалије које утичу да се компаси кваре, али то није потврђено ниједном научном анализом. Осим тога треба имати на уму да компаси имају очекиване варијације повезане са магнетним половима. На пример, у Сједињеним Америчким Државама једина област у којој се магнетни север (који се показује на компасу) подудара у потпуности са географским (правим) јужним линија између Висконсина и Мексичког залива. Морепловци то знају вековима. Међутим шира јавност није толико обавештена и мисли да постоји нешто мистериозно код „варирања” компаса у тој области, што је сасвим природно.

### Урагани
Урагани су врло снажне олује које се појављују широм Атлантског океана близу екватора, и кроз историју су били одговорни за губитак хиљада живота и велику штету у новцу. Потапање брода „Бобадиља” из шпанске флоте у 1502. години је први записани случај деструктивног урагана. У прошлости урагани су били одговорни за неколико несрећа у Бермудском троуглу.

### Голфска струја
Голфска струја потиче из Мексичког залива, пролази кроз Флоридски теснац и утиче у северне делове Атлантског океана. У суштини, струја је као река у океану, тако да може да носи, и заиста и носи, плутајуће предмете. Мали авион који би пристајао на води или пловило са проблемима у мотору би било лако однесено струјом, што се и десило крстарици „Вичкрафт” 22. децембра 1967. године, када је посада пријавила проблеме са мотором близу Мајамија 1,6 km од обале, али није пронађена када је обалска стража стигла да их спаси.

### Велики таласи
Изузетно велики таласи се могу јавити чак и у мирним морима. Један такав је потопио платформу „Оушн рејнџер”, тада највећу морску платформу на свету, да се изврне близу обале Њуфаундленда 1982. године. Нема, међутим, посебног разлога да се верује да су овакви таласи ишта чешћи у Бермудском троуглу, баш као што ни овакви таласи не могу послужити као објашњење нестанка летелица.

## Људски учинци

### Људске грешке
Једно од најчешћих објашњења у званичним извештајима при рушењу или нестанку пловила и летелица је људска грешка. Било намерне или случајне, људске грешке са катастрофалним исходом нису нимало ретке и Бермудски троугао није никакав изузетак. На пример, поводом губитка танкера „В. А. Фог” локална обалска стража је пријавила слабу обуку у чишћењу талога бензола. Људска тврдоглавост је вероватно проузроковала да пословни човек Харви Коновер изгуби јахту „Ревонок” када је покушао да кроз олују пристане на обалу Флориде 1. јануара 1958. године. Ако не може да се нађе олупина, међутим, званичан извештај није могуће написати.

### Намерни чинови уништења
Намерни чинови уништења се могу поделити на две врсте: ратни и гусарски. Бројни непријатељски записи су накнадно бивали пронађени као узрок губитака; иако су многа потапања касније бивала објашњена записима бродских дневника непријатељских снага у светским ратовима, за неке од несрећа то није доказано. Сматра се да је амерички „Киклоп” 1918. године нестао захваљујући немачким подморницама, али такав запис у немачким бродским дневницима није пронађен.
Гусари, као криминалци који отимају бродове на пучини, постоје и данас. Иако је пљачка бродова чешћа у Тихом и Индијском океану, трговци дрогом и шверцери су могући кривци за неке од нестанака у Карибима. Гусари који су остали упамћени на Карибима (где је гусарство било често од 1560. до 1760-их година) су Едвард Тич (Црнобради) и Жан Лафит. За Лафита се често тврди да је и сам био жртвом у Бермудском троуглу.

## Инциденти

### Лет 19
Инцидент који се десио 5. децембра 1945. године у бермудском троуглу прочуо се у многим деловима света и сматра се да су тад почеле да се шире приче и стварање мистерије о бермудском троуглу. Лет 19 је вежбао летење и под неразјашњеним околностима је нестало свих пет авиона. Никад нису пронађени и нису тражили помоћ нити рекли шта се дешава. Вођа лета је био веома искусан пилот Карол Тејлор Чарлс. Не зна се како су нестали и шта им се заправо десило, али је вероватноћа људске грешке мала јер су пилоти као и њихов вођа били веома искусни. Сматра се да би се бар један од пилота јавио да је у питању било лоше време.

### Киклоп
Један од инцидената се десио 4. марта 1918. године. Амерички „Киклоп” је без икаквог трага под вођством команданта Ворлија нестао са 306 људи о којима се ништа ни данас не зна.

### Светионик
4. августа 1969. светионик „Исак” је нађен напуштен. Двојица несталих људи никад нису нађени.